# The Lion Who Thought He Was People
The Lion at World's End (ook bekend als Christian the Lion en The lion who thought he was people) is een Britse documentaire uit 1971. De documentaire gaat over een tamme leeuw, genaamd Christian die als welpje aan een groep winkeliers werd verkocht en in een Engels winkeltje opgroeit. Als hij ouder wordt willen twee natuurbeschermers hem terugzetten in Kenia. In de documentaire is beeldmateriaal van Christian in Engeland en Kenia te zien, met een vertelstem van de wetenschappers ter verduidelijking. De film is in het publiek domein.